# James M. Barnes

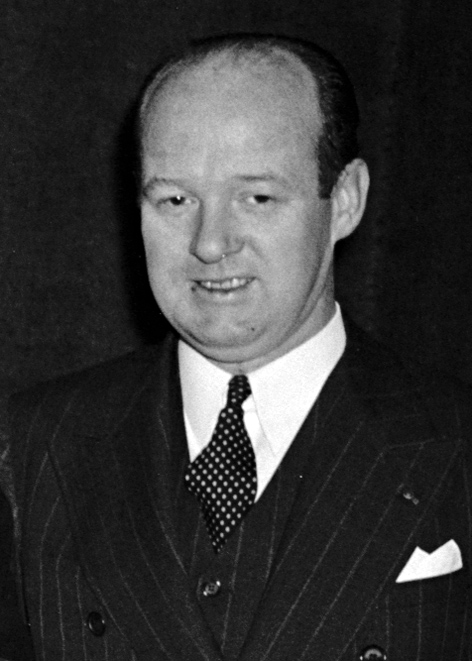
James M. Barnes (1939)

James Martin Barnes (* 9. Januar 1899 in Jacksonville, Illinois; † 8. Juni 1958 in Washington, D.C.) war ein US-amerikanischer Politiker. Zwischen 1939 und 1943 vertrat er den Bundesstaat Illinois im US-Repräsentantenhaus.

## Werdegang
James Barnes besuchte die öffentlichen Schulen seiner Heimat. Während des Ersten Weltkrieges diente er zwischen 1918 und 1919 im United States Marine Corps. Nach dem Krieg setzte er seine Ausbildung bis 1921 am Illinois College in Jacksonville fort. Nach einem anschließenden Jurastudium an der Harvard University und seiner 1924 erfolgten Zulassung als Rechtsanwalt begann er in Jacksonville in diesem Beruf zu arbeiten. Zwischen 1926 und 1934 war er Bezirksrichter im dortigen Morgan County. Danach praktizierte er wieder als privater Rechtsanwalt. Gleichzeitig schlug er als Mitglied der Demokratischen Partei eine politische Laufbahn ein.
Bei den Kongresswahlen des Jahres 1938 wurde Barnes im 20. Wahlbezirk von Illinois in das US-Repräsentantenhaus in Washington gewählt, wo er am 3. Januar 1939 die Nachfolge von Scott W. Lucas antrat. Nach einer Wiederwahl konnte er bis zum 3. Januar 1943 zwei Legislaturperioden im Kongress absolvieren. Bis 1941 wurden dort die letzten der New-Deal-Gesetze der Bundesregierung unter Präsident Franklin D. Roosevelt verabschiedet. Seit 1941 war auch die Arbeit des Kongresses von den Ereignissen des Zweiten Weltkrieges geprägt.
1942 wurde James Barnes nicht wiedergewählt. Zwischen dem 1. März 1943 und dem 15. Juli 1945 gehörte er als Administrative Assistant zum Stab des Präsidenten. Danach arbeitete er wieder als Anwalt. Er starb am 8. Juni 1958 in Washington und wurde auf dem Nationalfriedhof Arlington in Virginia beigesetzt.